# 库尔塞勒 (杜省)
库尔塞勒（法語：Courcelles，法語發音：[kuʁsɛl] ⓘ）是法国杜省的一个市镇，位于该省西部，属于贝桑松区。

## 地理
库尔塞勒（47°5'38"N, 5°57'25"E）面积3.61 平方千米，位于法国勃艮第-弗朗什-孔泰大區杜省，该省份为法国东部内陆省份，北起上索恩省，西接汝拉省，东部及东南部与瑞士接壤，东北部与贝尔福地区省接壤。
与库尔塞勒接壤的市镇（或旧市镇、城区）包括：沙尔奈、帕朗蒂讷、鲁镇、吕雷。

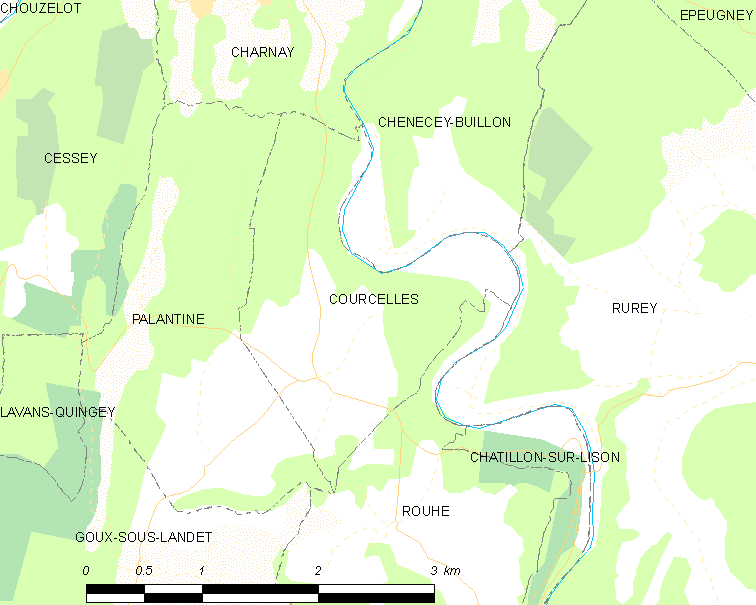
的OSM定位图

库尔塞勒的时区为UTC+01:00、UTC+02:00（夏令时）。

## 行政
库尔塞勒的邮政编码为25440，INSEE市镇编码为25171。

## 政治
库尔塞勒所属的省级选区为圣维特县。

## 人口

1962-2008年间人口变化图示

库尔塞勒于2022年1月1日时的人口数量为105人。